# Les Aventures de Fievel au Far West
Les Aventures de Fievel au Far West ou Les Nouvelles Aventures de Fievel (Fievel's American Tails), également appelée Les Aventures de Fievel dans l'Ouest au Québec est une série télévisée d'animation américano-canadienne composée d'un pilote de 6 minutes et de 13 doubles épisodes de 30 minutes chacun, créée par David Kirschner et diffusée entre le 12 septembre et le 5 décembre 1992 sur le réseau CBS.

## Synopsis
Après avoir émigré aux États-Unis et vécu dans un tout petit appartement de New York, la famille Souriskewitz vit à Green River où de nouvelles péripéties les attendent.

## Distribution

### Voix originales
- Phillip Glasser : Fievel Souriskewitz
- Dom DeLuise : Tiger
- Susan Silo : Mama Souriskewitz
- Lloyd Battista : Papa Souriskewitz
- Cathy Cavadini : Tanya Souriskewitz
- Cathy Cavadini : Yasha Souriskewitz
- Dan Castellaneta : T. R. Chula
- Gerrit Graham : Chat R. Ton, dit « l'Arnaqueur »
- Kenneth Mars : Sweet William
- Hal Rayle : Clint Souriswood
- Arthur Burghardt : Hambone
- Cynthia Ferrer : Miss Kitty
- Patricia Parris : Sophie Souriskewitz

### Voix françaises
- Boris Roatta : Fievel Souriskewitz
- Richard Darbois : Tiger
- Martine Meirhaeghe : Mama Souriskewitz
- Jean-Pierre Delage : Papa Souriskewitz
- Sauvane Delanoë : Tanya Souriskewitz
- Sarah Marot : Yasha Souriskewitz
- Philippe Peythieu : T. R. Chula
- Vincent Violette : Chat R. Ton, dit « l'Arnaqueur »
- Maria Tamar : Sophie Souriskewitz

## Production

### Univers
Après le récit de l'arrivée des immigrants en Amérique dans Fievel et le Nouveau Monde, Après la migration dans l'Ouest sauvage dans Fievel au Far West, la série animée continue à traiter du rêve américain en explorant la conquête de l'Ouest par les pionniers.
Les immigrants se rendent compte que même en Amérique, il y a des chats (représentant l'oppression). Ils décident de partir vers l'Ouest, 
dans l'espoir de faire fortune et d'avoir de meilleures conditions d'existence, dans une contrée où les chats « ne sont pas de mauvais 
bougres »... Mais ils constatent rapidement que les chats sont partout les mêmes, y compris dans l'Ouest. Métaphoriquement, on peut voir dans 
cet épisode l'histoire des immigrants qui, exploités lors de leur arrivée aux États-Unis, sont partis dans l'Ouest américain où ils ont retrouvé les mêmes personnes peu scrupuleuses (hommes d'affaires crapuleux, politiciens véreux…).
Les aventures de Fievel au Far West offre par ailleurs de nombreux clins d'œil aux westerns de Sergio Leone et de John Ford. Le shérif Buffalo Blurp et Chat R. Ton ressemblent beaucoup aux personnages d'Il était une fois dans l'Ouest, de La Chevauchée fantastique ou de la trilogie du dollar.

## Univers de la série

### Personnages
- Fievel Souriskewitz : Le héros.
- Tanya Souriskewitz : La grande sœur de Fievel.
- Yasha Souriskewitz : La petite sœur de Fievel.
- Papa Souriskewitz : Le père de Fievel.
- Mama Souriskewitz : La mère de Fievel.
- Chat R. Ton : L'ennemi juré de Fievel.
- Sweet William : Un ennemi de Fievel.
- Slim et Feloneous : Deux chats de gouttières, hommes de mains de Sweet William.
- Chula : Le second de Cat R. Waul. Une caricature de Butch Cassidy.
- Jack : Un camarade de classe de Fievel. Il semble être originaire d'Australie.
- Jorge : Un autre camarade de classe de Fievel.
- Tiger : Le chat roux, ami de Fievel.
- Mr. J. M. Schimmel : Le rat, propriétaire de l'épicerie de Green River. Il est aussi le père de Sidney et est d'origine autrichienne comme révélé dans l'épisode 2.
- Clint SourisWood : Un des héros de Fievel et l'amour secret de Tanya. Il apparait dans l'épisode 7. Une caricature de Clint Eastwood.
- Hambone : Le chien garde dans le train dans l'épisode 4.
- Sidney : Un camarade de classe de Fievel, pourri et gâté. Il apparait dans l'épisode 2.
- Tante Sophie : Une tante, membre de la famille Souriskewitz. Elle apparait dans l'épisode 11.
- Dr. Travis T. Hiprocates : Un docteur errant qui donne des bonbons provocant le hoquet (voir l'épisode 5). Une caricature de Sigmund Freud.
- Miss Kitty : La petite amie de Tiger. Une caricature de Dorothy Gibson.
- Mr. Ironside : Le maitre d'école, apparemment une taupe d'origine anglaise comme révélé dans l'épisode 6.
- Dog : Chien qui garde la prison.
- Lorna Holcombe : Une camarade de classe de Fievel.
- Patty Paris :  La boulangère. Une caricature de Ona Munson, Belle Watling de Autant en emporte le vent.

## Épisodes
1. Le Cavalier solitaire (Fievel, the Lonesome Ranger)
2. Crimes et Sentiments (Law and Disorder)
3. Portrait d'une famille (Little Mouse on the Prairie)
4. À la recherche du boomerang (The Gift)
5. Règlement de comptes à Hocquet Corral (A Case of the Hiccups)
6. Le Cavalier sans tête (The Legend of Mouse Hollow)
7. Clint le mercenaire (Babysitting Blues)
8. L'Or du vieux Jérémy (The Lost Mother Lode)
9. Le Justicier masqué (A Mouse Known as Zorrowitz)
10. Voyage surprise (Mail Order Mayhem)
11. La Visite de tante Sophie (Aunt Sophie's Visit)
12. Amis à la vie à la mort (That's What Friends Are For)
13. Symphonie en chat mineur (Bell the Cats)

## Diffusion
- Australie: Network 10
- Irlande: RTÉ Two
- Canada: Global Television Network
- Royaume-Uni: CBBC, Channel 4